# Eva Nansen

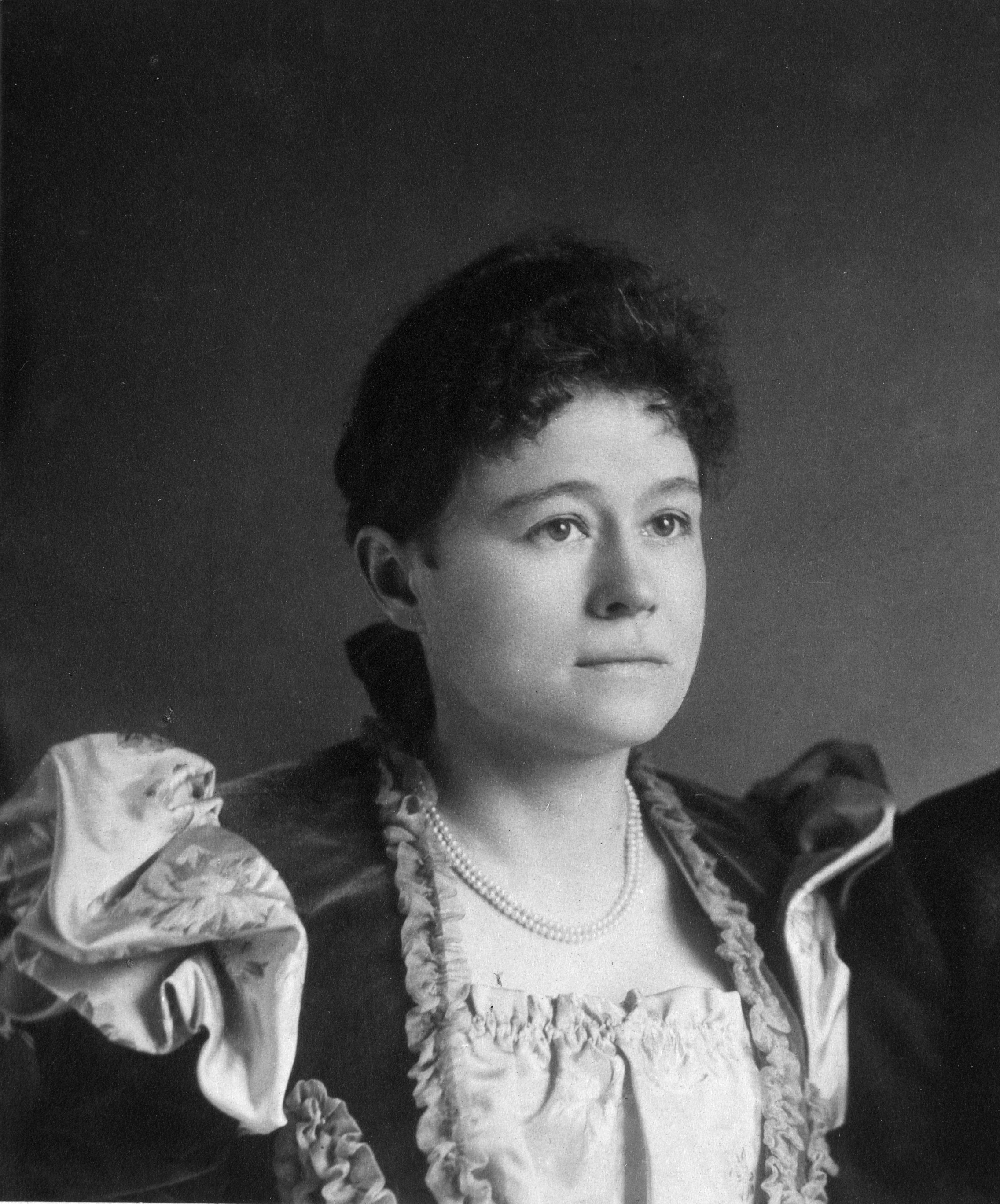
Eva Nansen, 1897

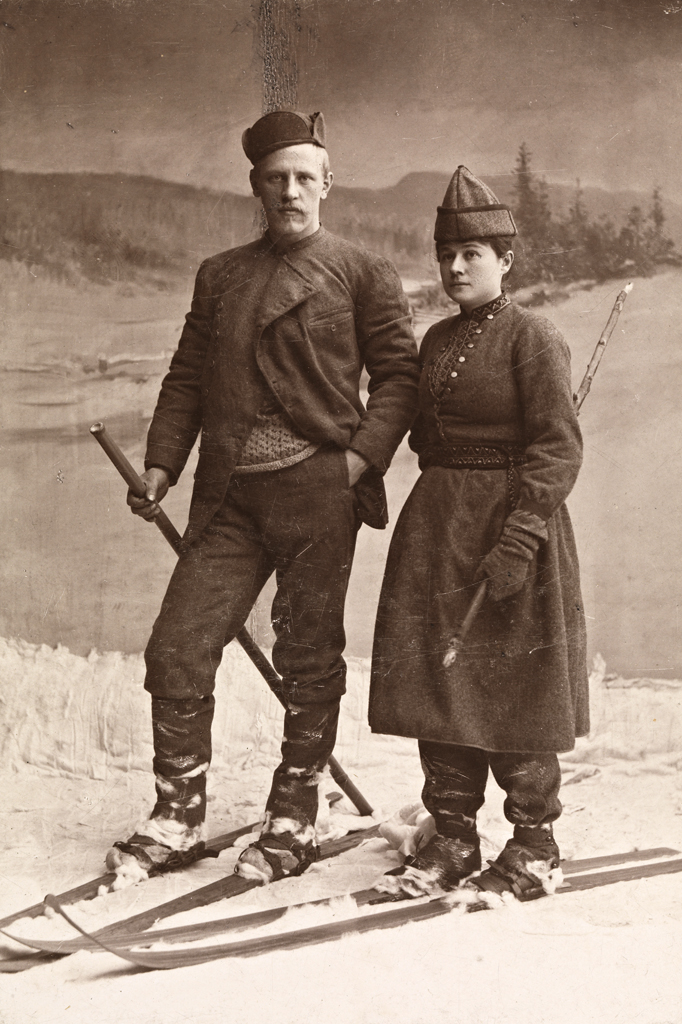
Fridtjof und Eva Nansen auf Skiern, 1889

Eva Helene Nansen (geb. 17. Dezember 1858 in Christiania; gest. 9. Dezember 1907 in Lysaker) war eine norwegische Sängerin (Mezzosopran).

## Leben und Wirken
Eva Nansen wurde als Eva Helene Sars als jüngstes Kind von Michael Sars und Maren Sars geboren. Sie war die Schwester der Naturwissenschaftler Ernst Sars und Georg Ossian Sars sowie der Sängerin Mally Lammers. Am 6. September 1889 heiratete sie den Wissenschaftler Fridtjof Nansen, den sie zuvor beim Skifahren kennengelernt hatte. Das Ehepaar Sars Nansen hatte fünf Kinder.
Eva Nansen studierte fünf Jahre lang Gesang bei ihrer Schwester Mally und ihrem Schwager, dem Bariton-Sänger und Komponisten Thorvald Lammers. Ihr Debüt als Opernsängerin gab sie 1881 im Musikforeningen, einem Vorläufer der Osloer Philharmonie. In den Jahren 1886 und 1887 studierte sie bei Désirée Artôt in Berlin. Am 8. Oktober 1887 sang sie die Arie Elsas Traum aus der Oper Lohengrin von Richard Wagner. Sie trat zwischen 1880 und 1900 auf zahlreichen nationalen und internationalen Konzerten auf. Ihr letztes öffentliches Konzert fand Ende 1899 statt.
Eva Nansen war eine kompetente Skifahrerin. Sie und Cecilie Thoresen Krog machten beim Husebyrennet-Skispringen auf sich aufmerksam, als sie dort als einzige Mädchen auf Skiern fuhren. Später hatte sie großen Einfluss darauf, dass Frauen das Recht erhielten, gleichberechtigt mit Männern am Wintersport teilzunehmen.
Sie starb im Alter von 49 Jahren an einer Lungenentzündung.
Fridtjof Nansen benannte die von ihm entdeckte Eva-Liv-Insel im Archipel Franz-Josef-Land nach Eva Nansen und der gemeinsamen Tochter Liv.